# لورن استفنز
لورن استفنز (انگلیسی: Lauren Stephens؛ زادهٔ ۲۸ دسامبر ۱۹۸۶) دوچرخه‌سوار اهل ایالات متحده آمریکا است.